# Osmanthus × burkwoodii
Osmanthus × burkwoodii (Burkwood & Skipwith) P.S.Green, 1972 è un arbusto appartenente alla famiglia delle Oleaceae.
È un ibrido da giardino, ottenuto dall'incrocio di Osmanthus decorus e Osmanthus delavayi.